# Ончино
Ончино (італ. Oncino, п'єм. Onsin) — муніципалітет в Італії, у регіоні П'ємонт,  провінція Кунео.
Ончино розташоване на відстані близько 530 км на північний захід від Рима, 60 км на південний захід від Турина, 45 км на північний захід від Кунео.
Населення — 78 осіб (2014).
Щорічний фестиваль відбувається 26 грудня. Покровитель — святий Степан.

## Географія
Ончіно розташоване на орографічному правому березі долини По, у бічній долині, яку омиває потік Лента. Її територія повністю гірська і завершується горою Монвізо. Окрім неї, село оточують ще кілька досить відомих вершин, серед яких Чіма делле Лоббі, Расчіасса та Теста ді Черветто.

## Демографія
Населення за роками:

Станом на 1 січня 2023 року в муніципалітеті офіційно проживав 1 іноземець (громадянин Румунії).

## Сусідні муніципалітети
- Кастельдельфіно
- Криссоло
- Остана
- Паезана
- Понтек'янале
- Сампере